# Institut Nacional del Càncer (Estats Units)
L'Institut Nacional del Càncer dels Estats Units o National Cancer Institute (NCI) forma part dels National Institutes of Health (NIH) o Instituts Nacionals de Salut, que és una de les onze agències que formen part del Departament de Salut i Serveis Humans dels EUA. L'NCI coordina el Programa Nacional del Càncer dels Estats Units i duu a terme i dona suport a la recerca, la formació, la divulgació de la informació sanitària i altres activitats relacionades amb les causes, la prevenció, el diagnòstic i el tractament del càncer; la cura de suport dels pacients amb càncer i les seves famílies; i supervivència del càncer.
L'NCI és el més antic i el que té el major pressupost i programa de recerca dels 27 instituts i centres del NIH. Compleix la majoria de la seva missió a través d'un programa extramural que proporciona ajuts per a la investigació del càncer. A més, l'Institut Nacional del Càncer té programes d'investigació intramural a Bethesda (Maryland) i al Frederick National Laboratory for Cancer Research a Fort Detrick, a Frederick (Maryland). L'NCI rep més de 5 mil milions de dòlars en finançament cada any.
L'NCI dona suport a una xarxa nacional de 69 centres de càncer designats per l'NCI amb un enfocament dedicat a la investigació i el tractament del càncer i manté la National Clinical Trials Network (Xarxa Nacional d'Assaigs Clínics).